# Vladislav Gavrikov
Vladislav Gavrikov (Yaroslavl, 21 de novembro de 1995)  é um jogador profissional de hóquei no gelo russo que atua na posição de right winger pelo SKA Saint Petersburg, da KHL.

## Carreira
Vladislav Gavrikov começou sua carreira no Lokomotiv Yaroslavl.